# 石垣宏
石垣 宏（いしがき ひろし、1935年（昭和10年）8月10日 - ）は、日本の政治家。元石川県七尾市長。

## 経歴
石川県出身。1958年（昭和33年）法政大学経済学部卒業後、能登信用金庫に入庫。
1975年（昭和50年）から七尾市議会議員2期を経て、1985年（昭和60年）七尾市長に当選。2001年（平成13年）まで務めた。